# Riley Reiff
Riley Reiff (geboren am 1. Dezember 1988 in Parkston, South Dakota) ist ein US-amerikanischer American-Football-Spieler auf der Position des Offensive Tackles. Er spielte College Football für die University of Iowa. Von 2012 bis 2016 spielte Reiff für die Detroit Lions, anschließend stand er vier Jahre lang bei den Minnesota Vikings in der National Football League (NFL) unter Vertrag. Anschließend spielte Reiff für die Cincinnati Bengals und die Chicago Bears, zuletzt war er 2023 für die New England Patriots aktiv.

## College
Reiff besuchte die Highschool in seinem Heimatort Parkston, South Dakota, und ging anschließend von 2008 bis 2011 auf die University of Iowa. Nach einem Redshirtjahr bestritt er 2009 elf von 13 Spielen auf verschiedenen Positionen in der Offensive Line als Starter. Im Jahr darauf besetzte Reiff die vakante Position des Left Tackles der Iowa Hawkeyes, die zuvor von Bryan Bulaga belegt gewesen war. Reiff lief 2010 und 2011 in allen 13 Spielen als Starter der Hawkeyes auf. In seinem letzten Jahr am College wurde er in das All-Star-Team der Big Ten Conference gewählt. Im Anschluss an die Saison 2011 gab Reiff bekannt, sich für den NFL Draft anzumelden.

## NFL
Reiff wurde im NFL Draft 2012 in der ersten Runde an 23. Stelle von den Detroit Lions ausgewählt. Er war der zweite Offensive Lineman, der 2012 ausgewählt wurde. In seiner Rookiesaison bestritt Reiff ein Spiel als Starting Left Tackle, ansonsten wurde er als sechster Offensive Lineman, als Tight End zum Blocken oder als H-Back eingesetzt.
Nach dem Karriereende von Jeff Backus übernahm Reiff ab 2013 dessen Position als Left Tackle der Lions. In den nächsten Jahren spielte er auf durchschnittlichem Niveau fast durchgehend als Starter, sodass sich die Lions 2015 entschieden, Reiffs Vertragsoption auf ein fünftes Jahr zu ziehen.
Im März 2017 nahmen die Minnesota Vikings Reiff nach dem Auslaufen seines Vertrages in Detroit unter Vertrag, um Left Tackle Matt Kalil zu ersetzen, der zu den Carolina Panthers wechselte. Reiff erhielt einen Fünfjahresvertrag über 58,5 Millionen Dollar. Wegen einer Fußverletzung zeigte Reiff vor allem in der ersten Hälfte der Saison 2018 Schwächen.
Vor Beginn der Saison 2020 stellten die Vikings, nachdem sie infolge eines Trades für Yannick Ngakoue kaum verbleibenden Cap Space hatten, Reiff vor die Wahl, entweder eine Gehaltskürzung zu akzeptieren oder entlassen zu werden. Reiff stimmte schließlich einer Gehaltskürzung von 11 Millionen Dollar auf etwa 6 Millionen Dollar bei zusätzlichen 2 Millionen Dollar an möglichen Bonuszahlungen zu, um der Entlassung zu entgehen, da sein Gehalt für die Saisons 2020 und 2021 nicht garantiert gewesen war. Er spielte 2020 bis auf das Saisonfinale in allen Partien. In der Saison 2020 war er in 15 Spielen Starter. Im März 2021 entließen die Vikings Reiff, um Cap Space zu sparen.
Nach seiner Entlassung in Minnesota nahmen die Cincinnati Bengals Reiff unter Vertrag. Bei den Bengals bestritt er 2021 zwölf Spiele von Beginn an als Right Tackle, bevor er wegen einer Knöchelverletzung auf die Injured Reserve List gesetzt wurde.
Am 26. Juli 2022 unterschrieb Reiff einen Einjahresvertrag bei den Chicago Bears. Bei den Bears war er für 10 Spiele Starter auf der Position des Right Tackles.
Im März 2023 nahmen die New England Patriots Reiff für ein Jahr und fünf Millionen US-Dollar unter Vertrag. Verletzungsbedingt konnte Reiff 2023 nur ein Spiel bestreiten.